# Kościół Świętej Barbary (Kutná Hora)

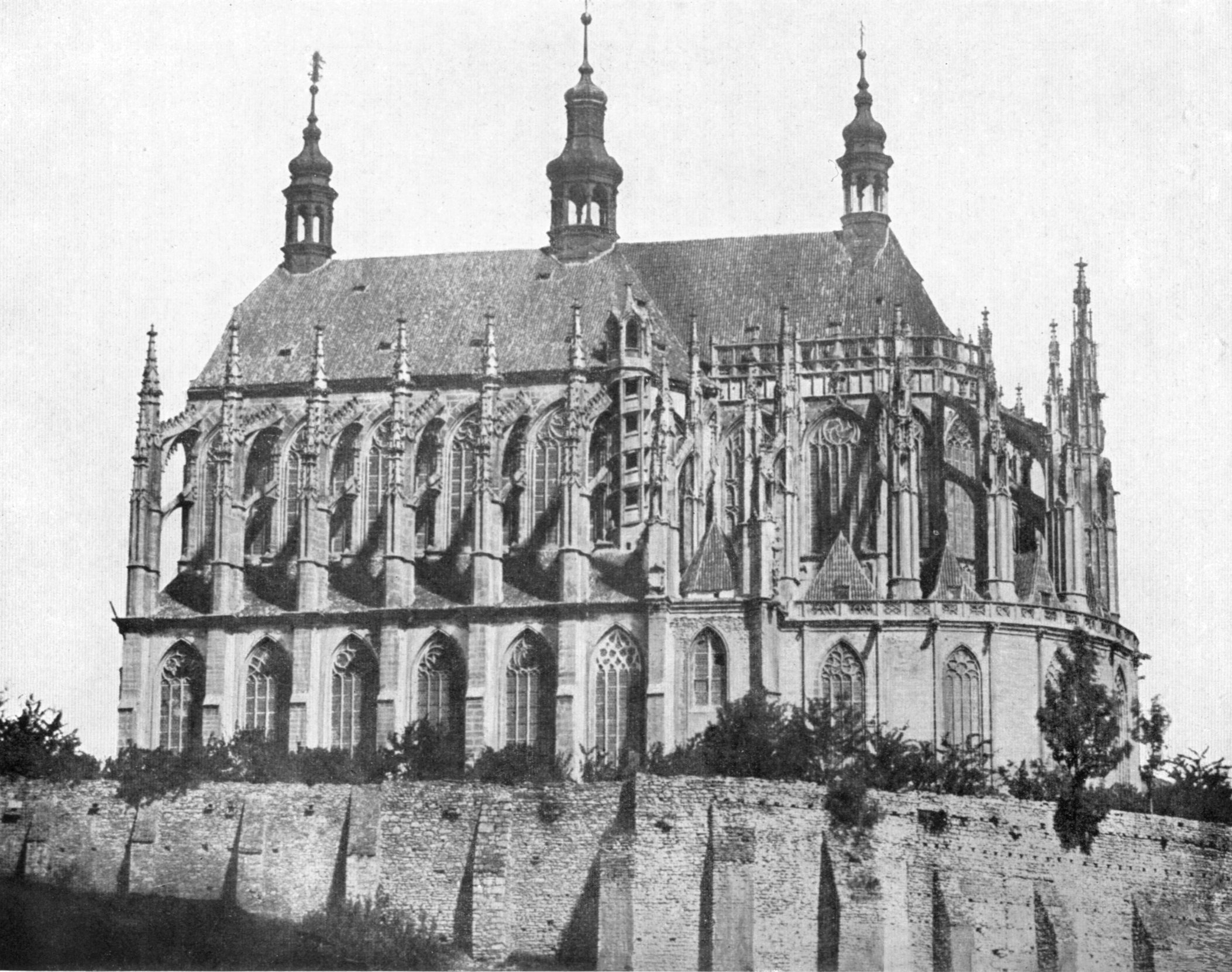
Kościół w 1856

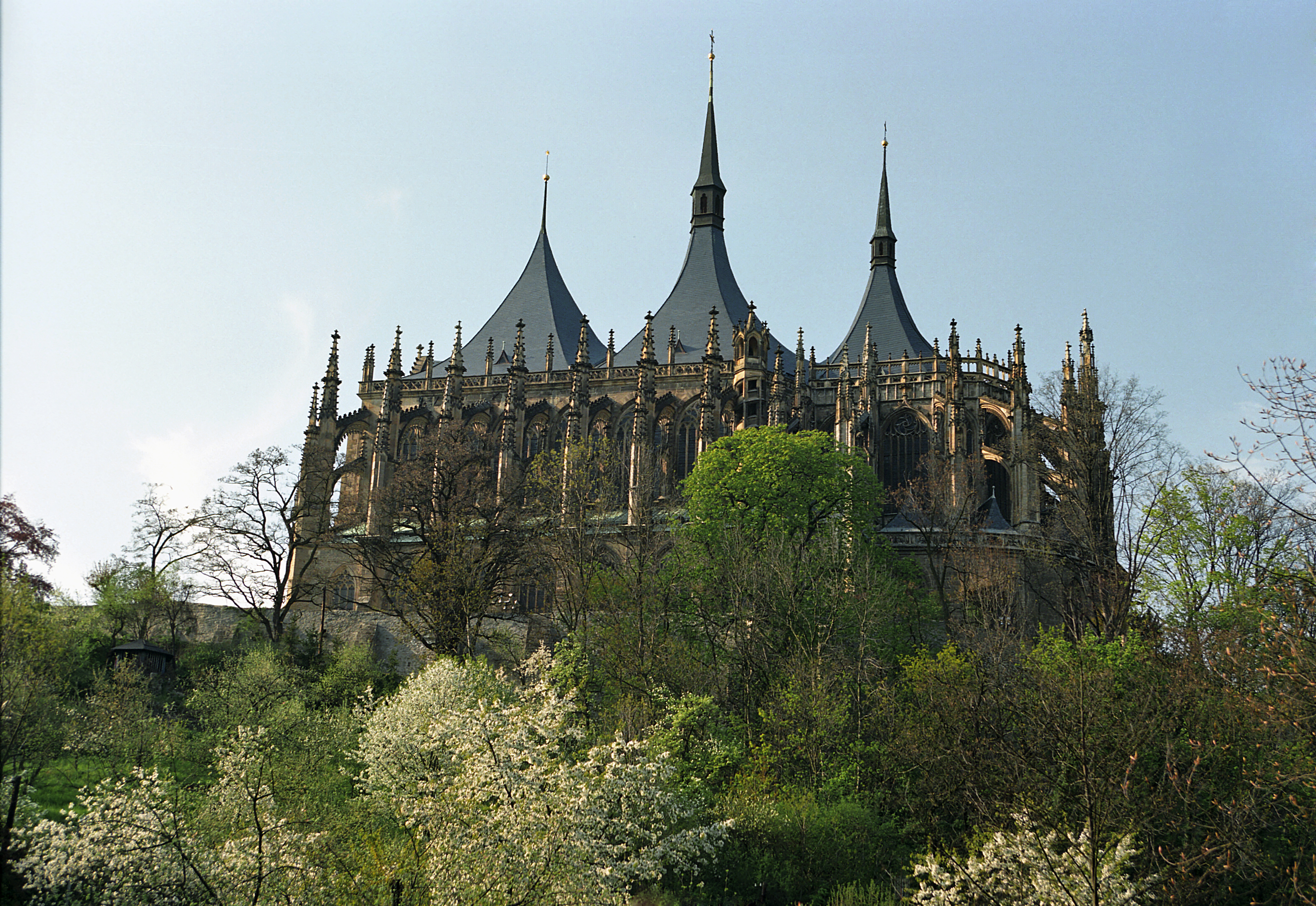
Kościół św. Barbary - widok od południa

Kościół Świętej Barbary (często nazywany też katedrą, czes. Chrám svaté Barbory) – gotycka świątynia w miejscowości Kutná Hora (Czechy). W 1995 wraz z innymi zabytkami miasta została wpisana na listę dziedzictwa kulturowego UNESCO. Wymiary świątyni wynoszą 70 na 40 metrów. Jest jedną z atrakcji turystycznych miasteczka – przez turystów określana jest często jako „grzbiet brontozaura”, „obóz tureckiego sułtana” albo „szczyty Andów patagońskich”.

## Historia
Początki kościoła sięgają 1388, kiedy rozpoczęto budowę po uzyskaniu pozwolenia papieskiego. Inicjatorem byli miejscowi górnicy, którzy nie chcieli być gorsi od Pragi pod względem budynków sakralnych. Istotne znaczenie miała nade wszystko rywalizacja z podkutnohorskim opactwem cystersów w Sedlcu i jego potężnym, katedralnym kościołem z XIII wieku. Obiekt zaczęto wznosić na skarpie za murami miejskimi, w miejscu, gdzie znajdowała się już kaplica poświęcona świętej Barbarze, patronce górników. Zakładano dzieło w stylu francuskiego gotyku, a pierwszym architektem był Johann Parler, syn Petera Parlera (budowniczego m.in. mostu Karola w Pradze). Materiałem budulcowym był piaskowiec z niedalekich kamieniołomów.
Wojny husyckie spowodowały przerwę w budowie, którą wznowiono w latach 80. XV wieku. Dokończono wówczas nawy boczne ze sklepieniami krzyżowymi, girlandową kaplicę oraz transept. Architektem był wówczas Matěj Rejsek, a później Benedykt Rejt. W roku 1499 zasklepiono chór. Budowę zakończono w roku 1558 (Rejt zmarł w 1534), a właściwie przerwano, gdyż Kutnej Hory nie było już stać na dalsze jej finansowanie. Kościół jest bezwieżowy. Wnętrze jest pięcionawowe. Na zewnątrz zwracają uwagę liczne przypory, sterczyny i rzygacze.
Z tego okresu pochodzi chór, tabernakulum i balustrada w prezbiterium. W jednej z kaplic pojawiły się freski z motywami górnictwa i mennictwa, czyli zajęciami związanymi z Kutną Horą. W kaplicy Smíškowskiej znajdują się malowidła późnogotyckie, przedstawiające scenę wojenną z ówczesnym kierownikiem budowy Michalem Smíškiem z Vrchoviszt, przygotowującym wraz z rodziną ołtarz do mszy.
W 1626 do miasta przybyli jezuici. Kościół był wówczas zaniedbany, więc zakonnicy dokonali niezbędnych przeróbek i prac konserwacyjnych. Powstał wtedy m.in. barokowy chór i kaplica św. Franciszka Ksawerego, a później ołtarz Ignacego Loyoli w nawie północnej. Zmianie uległ dach – siodłowy zastąpił pierwotny namiotowy. Powstała również galeria łącząca świątynię z nowym kolegium jezuickim.
Po kasacie zakonu kościół przejęła fundacja religijna, ale nie miała ona funduszy na utrzymywanie świątyni. Dopiero w II połowie XIX wieku doszło do renowacji – odnowiono dach, poszerzono od zachodu kościół o jedno pole sklepienne, a cała świątynia uzyskała neogotycki wygląd. Barokowe organy zostały zastąpione nowymi, wykonanymi w miejscowym warsztacie. W miejsce gotyckiego ołtarza stanął neogotycki tryptyk z lat 1905–1910. W oknach pojawiły się witraże autorstwa Františka Urbana z motywami z ogólnoczeskiej i miejscowej historii, wspominające mecenasów renowacji. Jeden z witraży upamiętnia mającą miejsce w 1905 r. wizytę cesarza Franciszka Józefa I, który zostawił dar dla świątyni. Kościół ponownie wyświęcono w 1905.
Przed kościołem znajduje się kaplica Bożego Ciała, której budowę rozpoczęto w XIV wieku. Początkowo miała służyć jako kostnica, ale nigdy jej nie ukończono. Od XIX wieku do II wojny światowej działała w niej wytwórnia organów. W środku kaplicę zdobi gotyckie sklepienie.

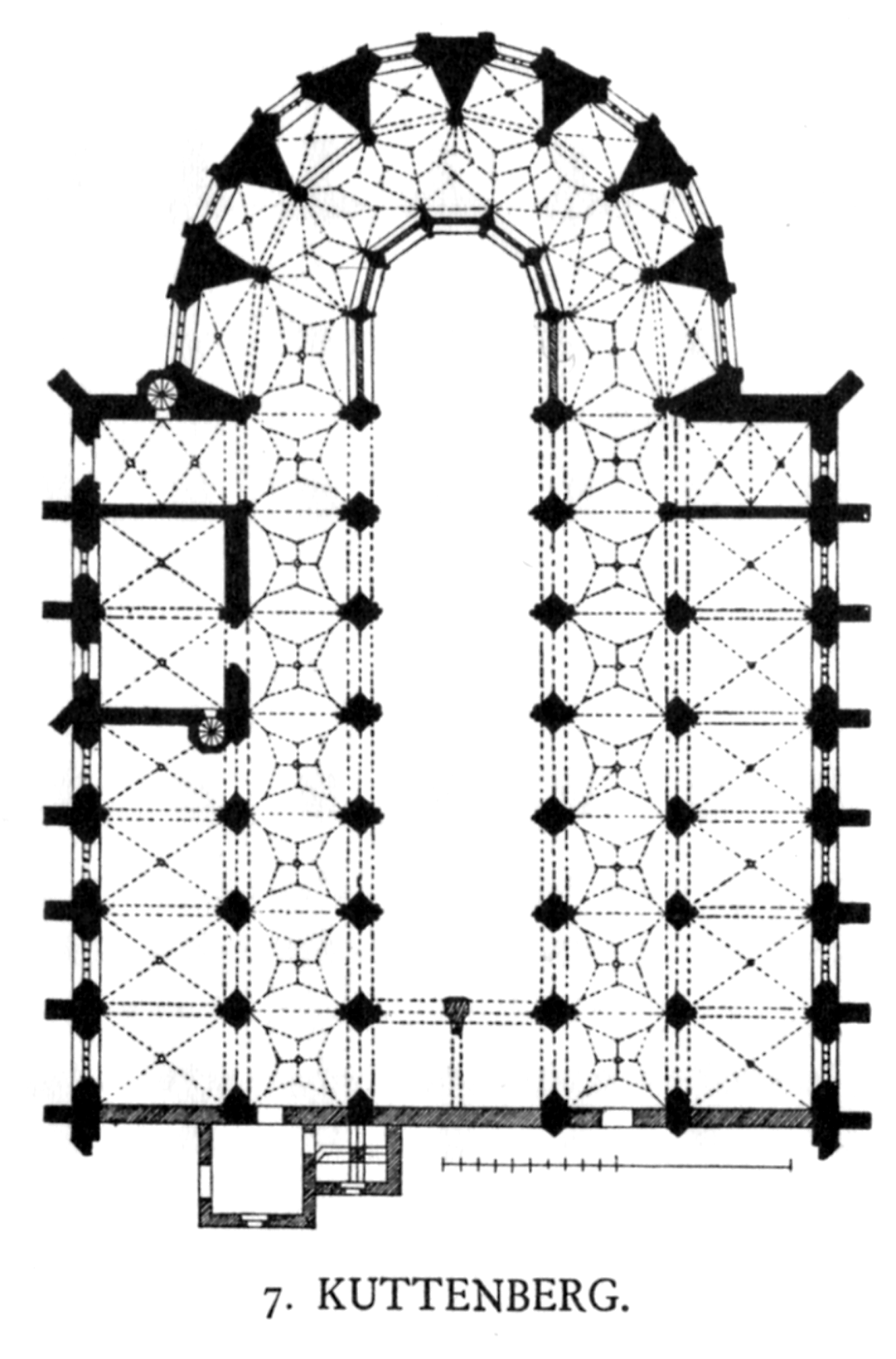
Plan świątyni przed renowacją w II połowie XIX wieku
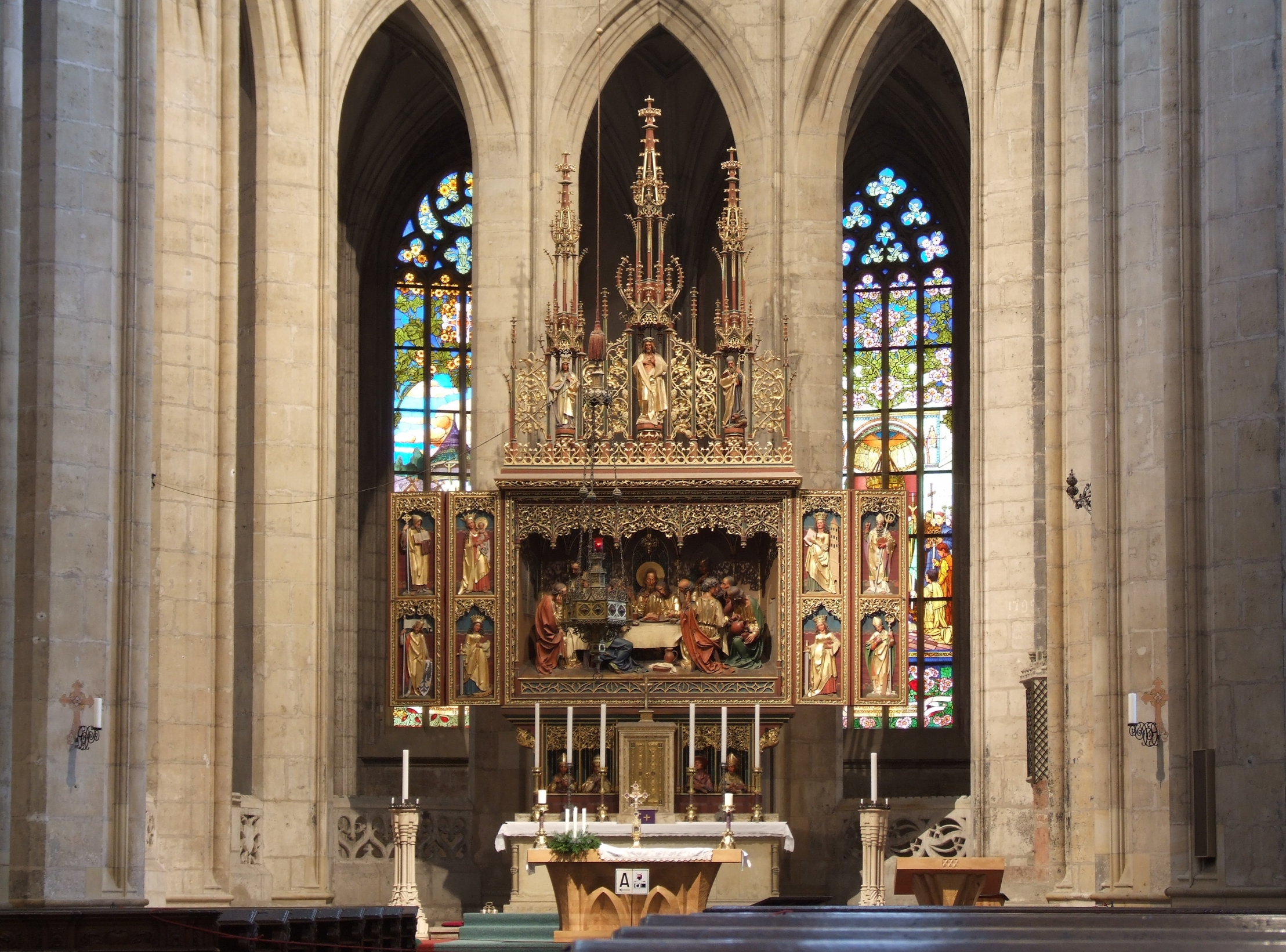
Neogotycki ołtarz główny
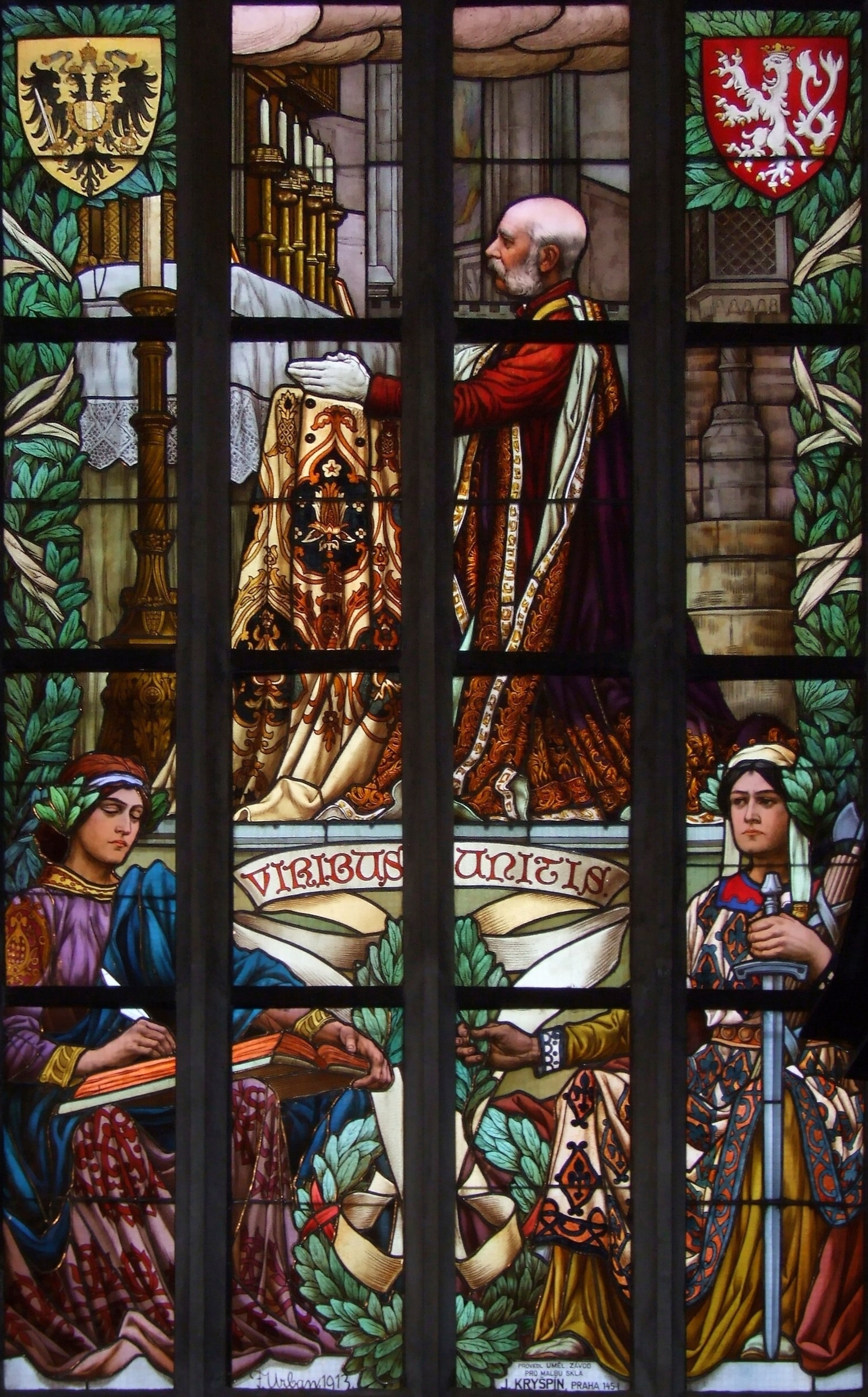
Witraż upamiętniający wizytę Franciszka Józefa
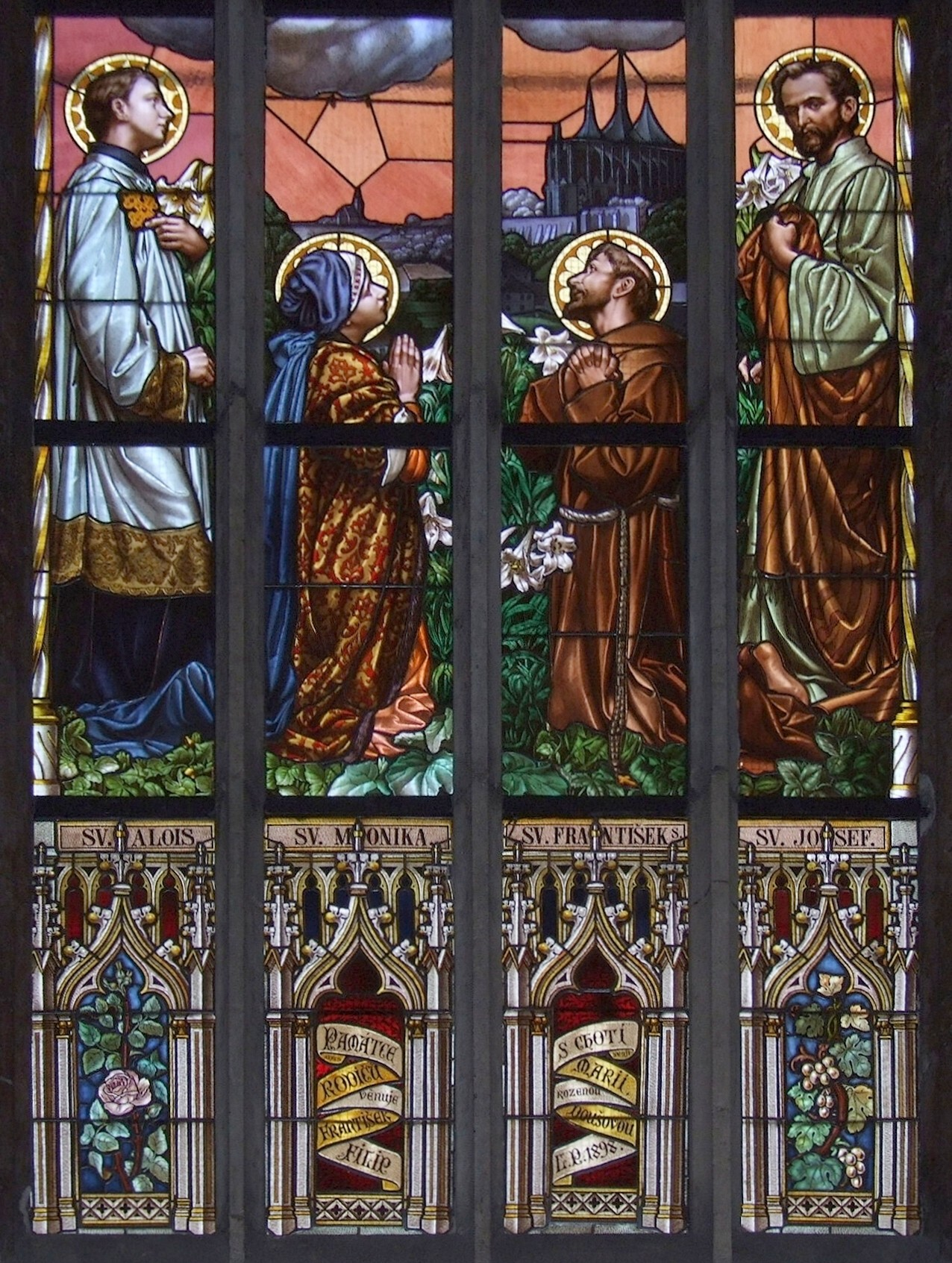
Fragment jednego z witraży
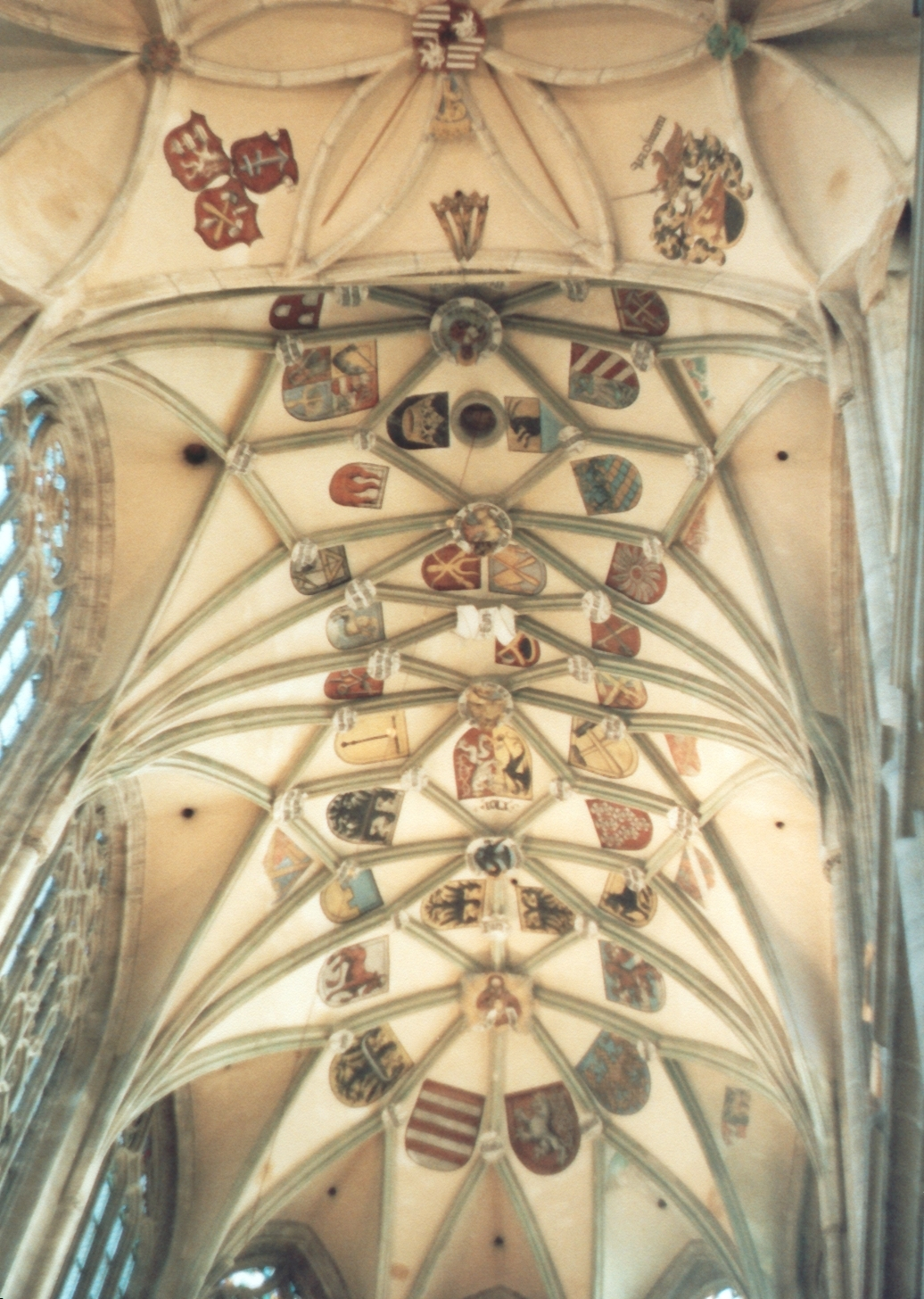
Gotyckie sklepienie